# Minyip
Minyip est une ville à l'ouest de l'État du Victoria en Australie à 320 km au nord-ouest de Melbourne dans le comté de Yarriambiack. Elle est située dans le Wimmera et compte 524 habitants en 2016.

## Toponymie
Son nom vient d'un mot aborigène qui signifie « les cendres » ou « endroit de camping ».

## Industrie
Minyip est située au cœur de la ceinture céréalière de Victoria, donc il existe plusieurs fermes de céréales autour de la ville.